# Croix géante de Groom
Pour les articles homonymes, voir Croix (homonymie) et Groom.
La Croix géante de Groom au Texas est l'une des plus grandes croix au monde. D'une hauteur de 190 pieds (près de 58 m), elle n'est dépassée aux États-Unis que par la croix d'Effingham en Illinois qui atteint 198 pieds (plus de 60 m).
Entourée d'un chemin de croix, elle est située aux limites nord-ouest du territoire du village de Groom, dans le Texas Panhandle dans le nord de l'État, sur la route 66, à proximité de l'Interstate 40. Elle est visible à plus d'une trentaine de kilomètres. 